# Thorsten Loeb
Thorsten Loeb (* 1970 in Darmstadt) ist ein deutscher Schauspieler.

## Leben
Thorsten Loeb absolvierte seine Schauspielausbildung von 1992 bis 1996 an der Hochschule für Musik und Darstellende Kunst in Graz. Außerdem erhielt er eine klassische Gesangsausbildung.
Danach hatte er Fest- und Gastengagements an zahlreichen deutschen Theatern. Er spielte zunächst am Schauspielhaus Baden-Baden (1996–1997) und am Staatsschauspiel Dresden (1997–2000). Anschließend gehörte er zur Besetzung des „Faust-Projekts“ von Regisseur Peter Stein. Später gastierte unter anderem am Berliner Ensemble (Spielzeit 2002/03, und später noch einmal in der Spielzeit 2007/08), am Zimmertheater Tübingen (2004) und bei verschiedenen freien Theaterproduktionen. Mehrfach hatte er Auftritte mit der Berliner Künstler-Company „Phase 7“.
An der Neuköllner Oper trat er im August/September 2011 als Milliardär George Warren in Simon Stockhausens Wagner-Adaption Rheingold Feuerland auf. 2014 gastierte er am Grenzlandtheater Aachen. 2015 trat er beim Sommertheater des Monbijou-Theaters in der Titelrolle von in Molières Lustspiel Tartuffe auf. Im Sommer 2016 war er bei den Freiluftaufführungen des Monbijou-Theaters der Falstaff in der Shakespeare-Komödie Die lustigen Weiber von Windsor.
Ab der Spielzeit 2017/18 war er bis 2019 für zwei Spielzeiten festes Mitglied im Schauspielensemble des Saarländischen Staatstheaters Saarbrücken. Dort trat er unter anderem als Patriarch von Jerusalem in Nathan der Weise und als Lacroix in Dantons Tod auf.
Seit 2019 gehört er dem Ensemble des Staatstheaters Darmstadt an.
Loeb wirkte auch in mehreren Film- und TV-Produktionen mit. In der zweiteiligen Doku-Fiction Der Gewaltfrieden (2010, BR-alpha) verkörperte er unter der Regie von Bernd Fischerauer den Revolutionär und Politiker Richard Müller. In der 3. Staffel der ZDF-Serie Die Spezialisten – Im Namen der Opfer (2018) war er in einer Episodennebenrolle als DDR-Bürger, der Erich Honecker helfen will, zu sehen.
Loeb lebt in Darmstadt und Berlin.

## Filmografie (Auswahl)
- 2003–2004: Gute Zeiten, schlechte Zeiten (Fernsehserie)
- 2003–2004: Hinter Gittern – Der Frauenknast (Fernsehserie)
- 2004: Muxmäuschenstill
- 2010: Der Gewaltfrieden (TV-Dokumentarfilm)
- 2011: Ein Tick anders
- 2018: Die Spezialisten – Im Namen der Opfer: Ostalgie (Fernsehserie, eine Folge)